# Janne Heikkinen
Janne Heikkinen, född 16 maj 1990 i Uleåborg, är en finländsk politiker (Samlingspartiet). Han är ledamot av Finlands riksdag sedan 2019. Till utbildningen är han magister i samhällsvetenskaper.
Heikkinen blev invald i riksdagen i riksdagsvalet 2019 med 4 124 röster från Uleåborgs valkrets.